# Фрейзер (Монтана)
Фрейзер (англ. Frazer) — переписна місцевість (CDP) в США, в окрузі Веллі штату Монтана. Населення — 354 особи (2020).

## Географія
Фрейзер розташований за координатами 48°2′56″ пн. ш. 106°2′55″ зх. д. / 48.04889° пн. ш. 106.04861° зх. д. (48.048907, -106.048572).  За даними Бюро перепису населення США в 2010 році переписна місцевість мала площу 4,27 км², з яких 4,20 км² — суходіл та 0,07 км² — водойми.

## Демографія
Згідно з переписом 2010 року, у переписній місцевості мешкали 362 особи в 103 домогосподарствах у складі 78 родин. Густота населення становила 85 осіб/км².  Було 118 помешкань (28/км²).
Расовий склад населення:
| - 95,3 % — корінних американців - 3,6 % — білих |

До двох чи більше рас належало 0,6 %. Частка іспаномовних становила 1,9 % від усіх жителів.
За віковим діапазоном населення розподілялося таким чином: 40,1 % — особи молодші 18 років, 51,3 % — особи у віці 18—64 років, 8,6 % — особи у віці 65 років та старші. Медіана віку мешканця становила 23,8 року. На 100 осіб жіночої статі у переписній місцевості припадало 88,5 чоловіків;  на 100 жінок у віці від 18 років та старших — 97,3 чоловіків також старших 18 років.
Середній дохід на одне домашнє господарство  становив 36 565 доларів США (медіана — 29 500), а середній дохід на одну сім'ю — 34 032 долари (медіана — 29 107). За межею бідності перебувало 31,1 % осіб, у тому числі 34,1 % дітей у віці до 18 років та 33,3 % осіб у віці 65 років та старших.
Цивільне працевлаштоване населення становило 68 осіб. Основні галузі зайнятості: освіта, охорона здоров'я та соціальна допомога — 47,1 %, публічна адміністрація — 16,2 %, мистецтво, розваги та відпочинок — 11,8 %.